# Zeilen op de Olympische Zomerspelen 1896
Zeilen is een van de sporten die op het programma stonden op de Olympische Zomerspelen 1896 in Athene.
De Spelen vonden plaats van 25 maart tot en met 3 april 1896. Het zeilen stond op het programma voor 1 april in de haven van Piraeus. Door de slechte weersomstandigheden werd het programma geheel afgelast.
De weersverwachting, die op 31 maart werd afgegeven, leek erg goed. Er waren op dit evenement veel toeschouwers afgekomen per trein, stoomtram en met koetsjes. Echter een koude droge harde wind maakte het zeilen op de dag zelf onmogelijk. Allereerst werden de wedstrijden tot 15:00 uur uitgesteld. Maar de wind en de golven waren zo heftig dat geen van de deelnemers aan de start verscheen en het het idee voor een zeilwedstrijd die dag moest worden opgegeven. Zelfs de verlichting van de Akropolis kon die avond niet doorgaan door het slechte weer.

## Uitslagen
Geen wedstrijden werden verzeild.
Athene 1896 · 
Parijs 1900 · 
St. Louis 1904 · 
Londen 1908 · 
Stockholm 1912 · 
Antwerpen 1920 · 
Parijs 1924 · 
Amsterdam 1928 · 
Los Angeles 1932 · 
Berlijn 1936 · 
Londen 1948 · 
Helsinki 1952 · 
Melbourne 1956 · 
Rome 1960 · 
Tokio 1964 · 
Mexico-stad 1968 · 
München 1972 · 
Montréal 1976 · 
Moskou 1980 · 
Los Angeles 1984 · 
Seoel 1988 · 
Barcelona 1992 · 
Atlanta 1996 · 
Sydney 2000 · 
Athene 2004 · 
Peking 2008 · 
Londen 2012 · 
Rio de Janeiro 2016 · 
Tokio 2020 · 
Parijs 2024 · 
Los Angeles 2028

Medaillewinnaars
Atletiek · Gewichtheffen · Schermen · Schietsport · Tennis · Turnen · Wielersport · Worstelen · Zwemmen